# Морган-Киган-тауэр
Морган-Киган-тауэр (англ. Morgan Keegan Tower) — 21-этажный небоскрёб, являющийся вторым (после 100 North Main) самым высоким зданием в Мемфисе, штата Теннесси. Здание стоит на углу улиц: North Front Street, Jefferson Avenue и South Main Street. Высотой 122,8 метров (404 футов), в том числе 18 метровый шпиль. Общий объем здания — 31,097 м².
В настоящее время небоскрёб принадлежит компании из Орландо, штата Флорида, Parkway Properties, с 1997 года. Ранее компании принадлежало 6 зданий из Мемфис, но все кроме Морган-Киган-тауэра были проданы. В апреле 2008 года, компания выкупила все здание, то есть владеет 100 % всего здания

## Конструкция
Снаружи здание покрыто красным мрамором. Главной особенностью здания и горизонта Мемфиса, является 61-футовый шпиль на крыше.
Раньше здание украшало 4 грифона — мифологическое существо с телом льва и крыльями и головой орла. Стояли они в атриуме башни.

## История
Раньше на этом месте стоял 12-этажный Hotel King Cotton, построенный в 1927 году. В 1984 году, отель снесли, не привлекая внимание жителей Мемфиса.
Здание было разработано двумя компаниями: Lowery Companies, LLC.com и 3D/International (Хьюстон).
В настоящее время здание принадлежит компании Раймонда Джеймса и Моргана Кигана, Raymond James Morgan Keegan. Раймонд и Морган являются основными арендаторами здания. Среди других арендаторов KPMG, есть несколько местных юридических фирм.